# 薩氏姬蝽
薩氏姬蝽（学名：Nabis sauteri）为姬蝽科姬蝽屬下的一个种。